# Relleu (escultura)
El relleu és la tècnica escultòrica en la qual les formes modelades o tallades ressalten respecte a un entorn pla. A diferència de les escultures exemptes (que s'esculpeixen reproduint el seu relleu o profunditat natural), els relleus estan integrats en un mur, generalment, o en cas de ser art mobiliari, al suport que els emmarca.
Els relleus són molt comuns, particularment, com a decoració exterior dels edificis monumentals, com els temples. El fris de l'ordre corinti se sol decorar amb baixos relleus, mentre que l'alt relleu pot veure's als frontons de temples clàssics, com els del Partenó.
Els relleus poden usar-se per representar una escena aïllada o ser part d'una seqüència narrativa. Malgrat les limitacions tècniques que imposa la disminució de la tercera dimensió que els és pròpia, el detall amb què s'esculpeixen pot arribar fins a mostrar els detalls de la musculatura.

## Tipus de relleu

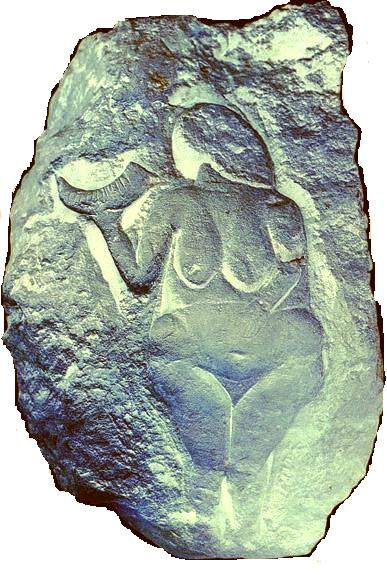
Venus de Laussel, una de les anomenades venus prehistòriques

Els tipus de relleu depenen de la forma que les figures representades s'adossen al mur que els conté i en la forma en què es redueix la profunditat per representar la tercera dimensió; i per tant, en quant es limita a la frontalitat el punt de vista de la seva contemplació. Com més "alt" és el relleu, menys es redueix la profunditat i més s'esculpeixen les figures la totalitat del seu contorn, excepte en la part que estan adossades al fons, de manera que és possible la contemplació des de diversos punts de vista; com més "baix" és el relleu, més es redueix la profunditat i menys contorn s'esculpeix, de manera que els punts de vista per a la seva contemplació es limiten fins a reduir-se al frontal.
- Relleu enfonsat (també conegut com a intaglio): És de fet un gravat més que un relleu, si bé la visió frontal pot donar una imatge similar. La imatge es talla al mateix bloc del material que li serveix de suport (pedra, vidre o fusta), creant un volum "interior", on la matèria circumdant es desgasta per deixar feta ressaltar la imatge. El punt de vista per a la seva contemplació només pot ser frontal.
- Baix relleu: les figures sobresurten del fons menys de la meitat del seu volúm; la tercera dimensió es comprimeix, quedant a escassa profunditat, com ocorre necessàriament en els treballs de numismàtica. Encara que no és usual, el baix relleu pot mostrar algunes parts destacades d'una figura, rostres i fins i tot alguns cossos, en relleu natural, destacant sobre la resta.
- Mig relleu: les figures sobresurten del fons aproximadament la meitat.
- Alt relleu: les figures fan ressaltar-ne més de la meitat del seu gruix sobre el seu entorn.

Tríada de Menkaure

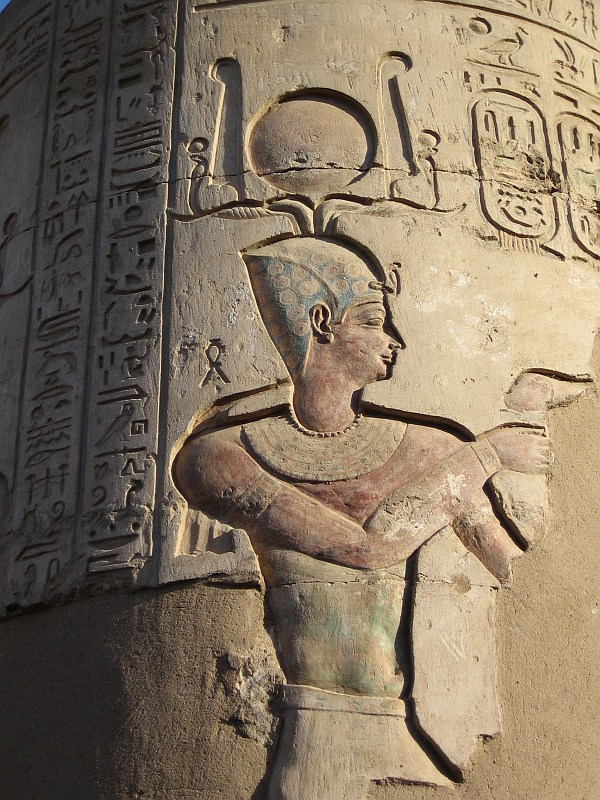
Relleu enfonsat: temple de Kom Ombo (Egipte)
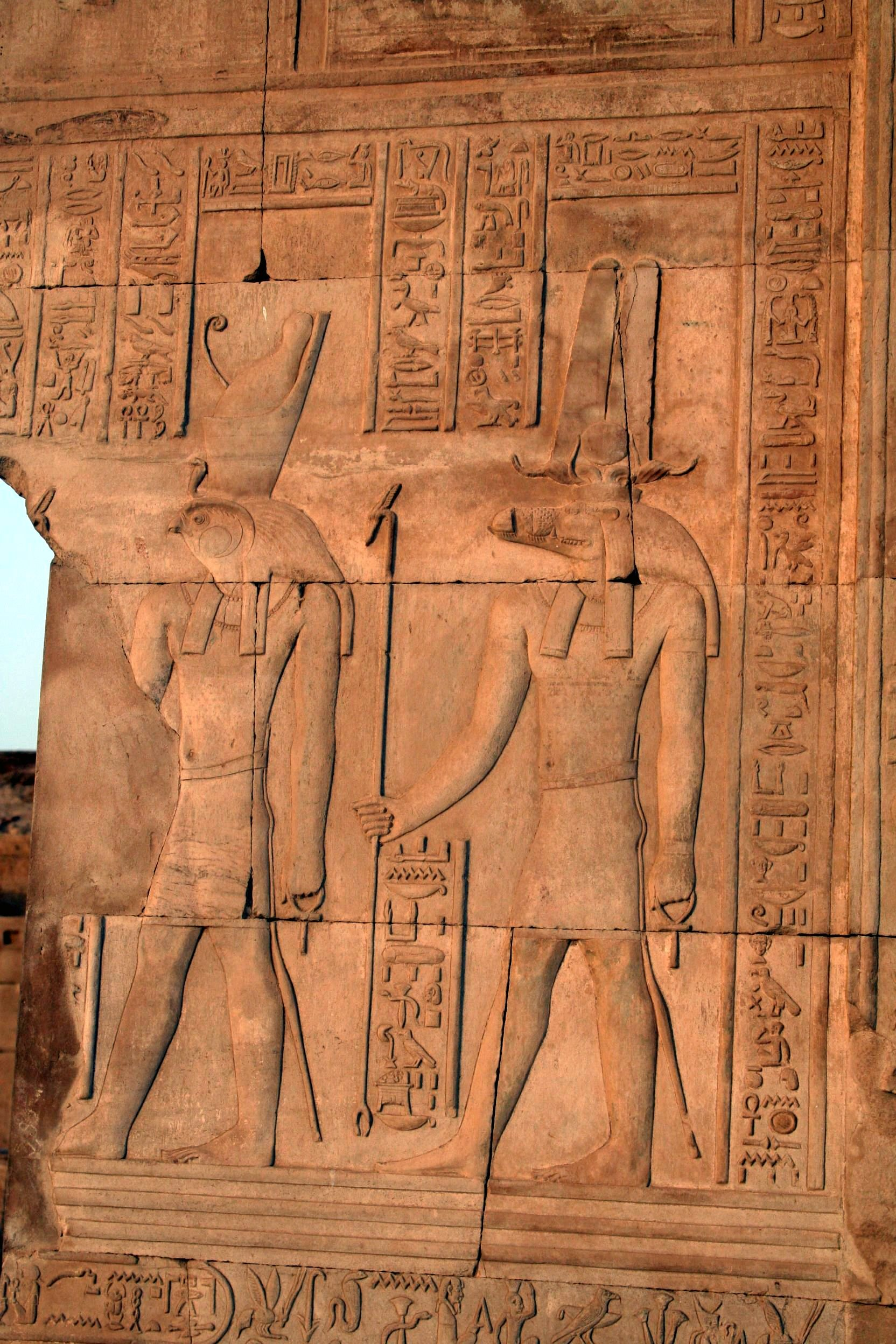
Baix relleu: Horus i Sobek en Kom Ombo.
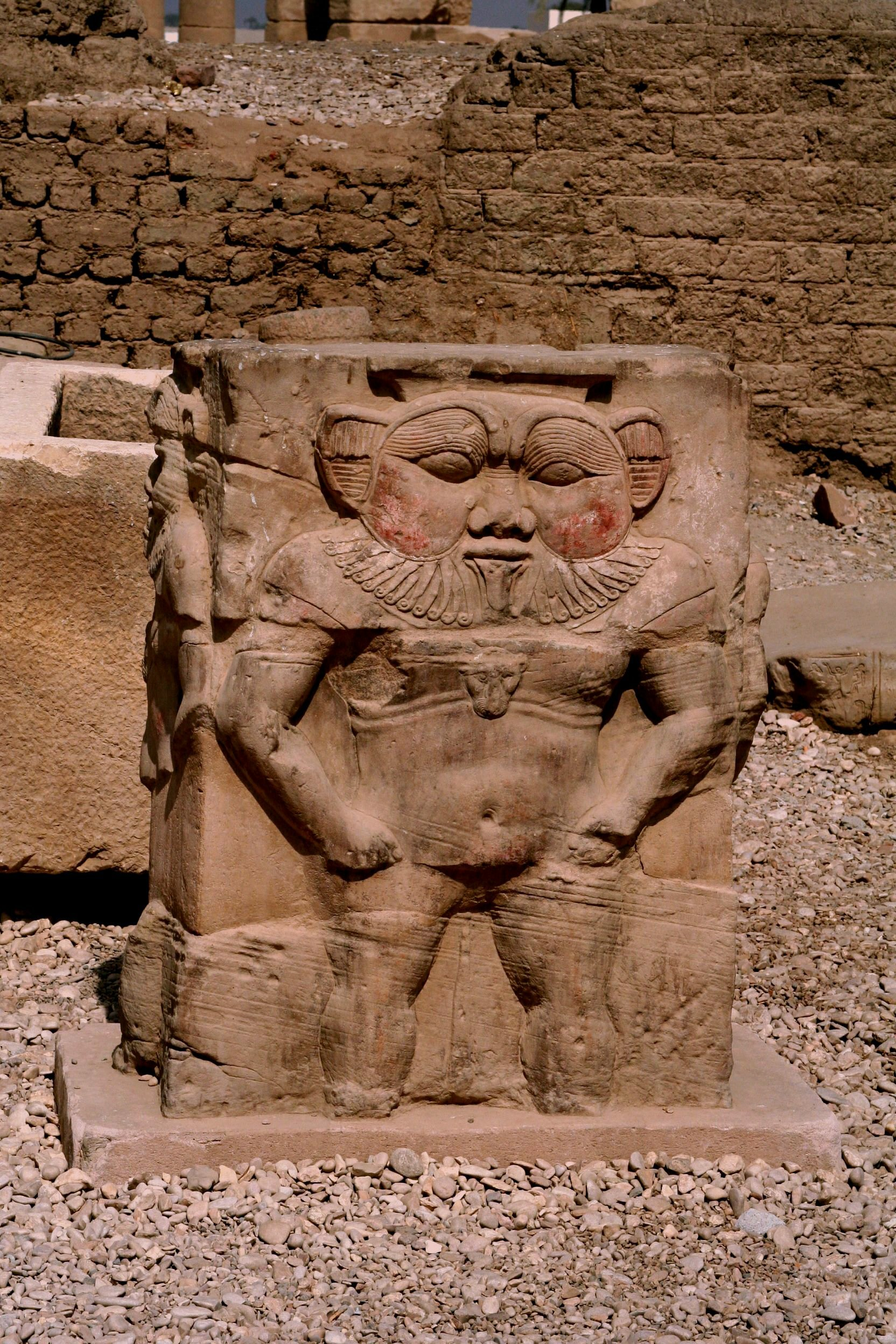
Mig relleu: imatge de Bes a Denderah.
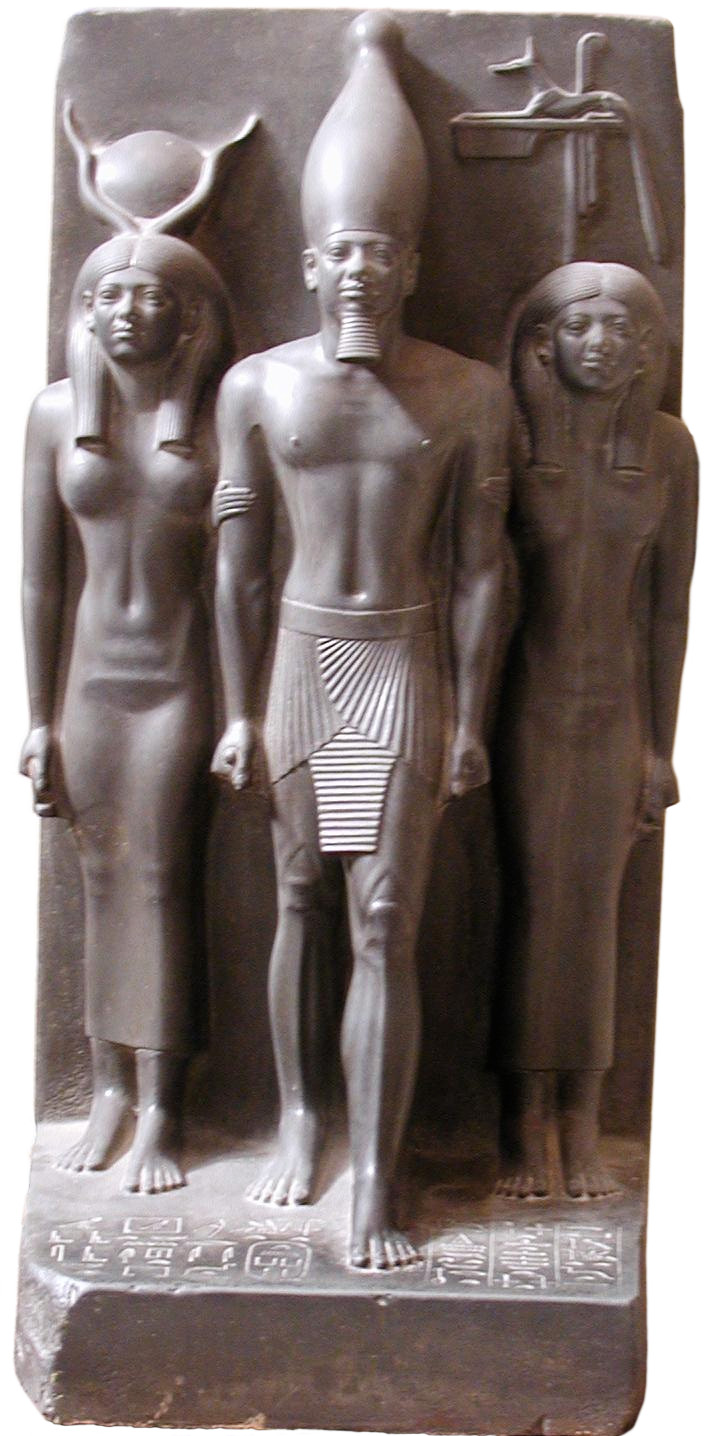
Alt relleu (figures laterals): Tríada de Micerí.

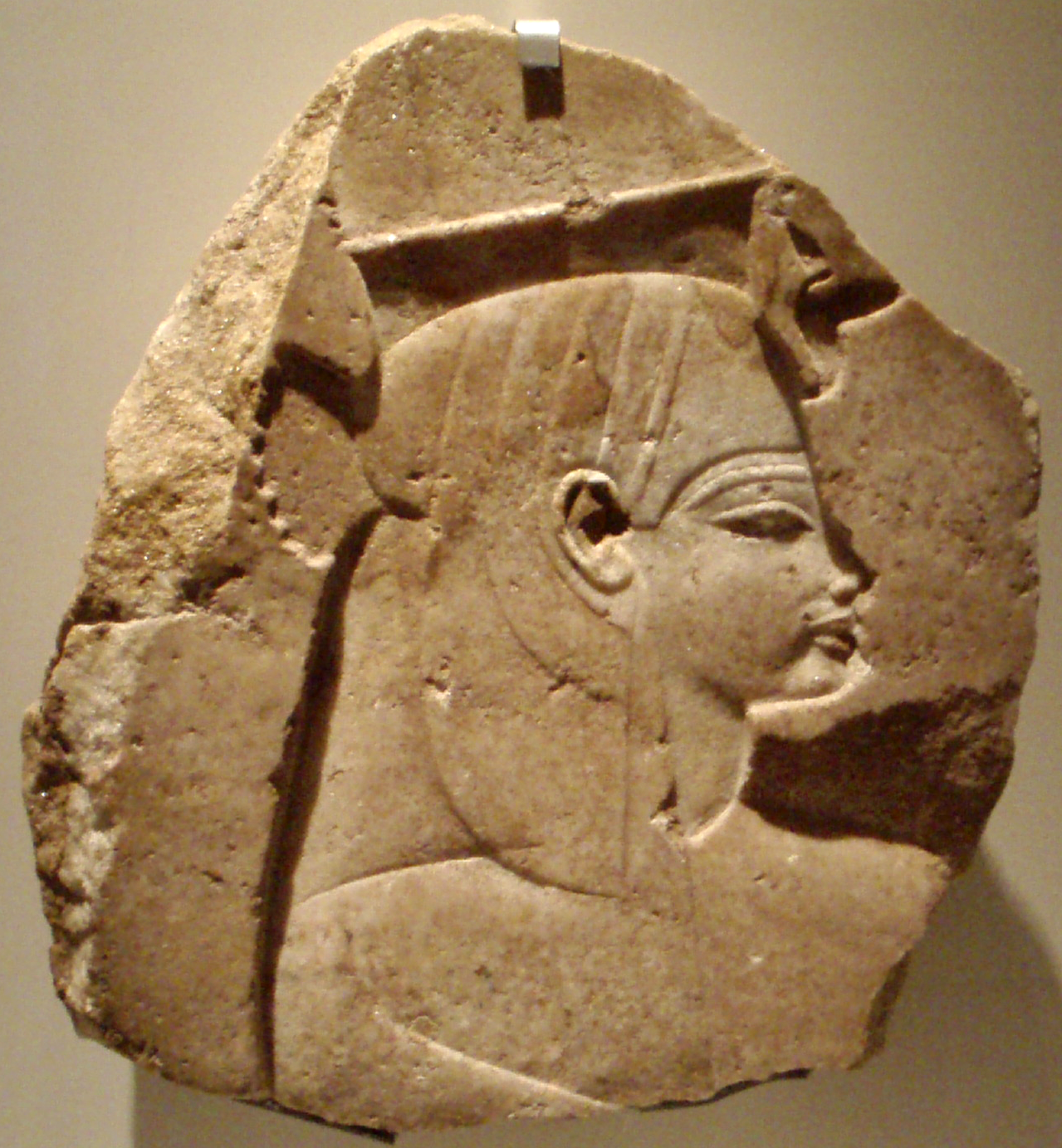
Baix relleu egipci. Tiye. Segle XIV aC

## Exemples
Són famosos exemples de relleus al llarg del món:
- L'Altar de Pèrgam, al Museu de Pèrgam, de Berlín.
- Els lleons i animals fabulosos de la Porta d'Ishtar, Babilònia.
- Els realitzats en pilons i murs dels temples de l'antic Egipte.
- El conjunt monumental d'Angkor Vat a Cambodja.
- El Lleó d'Aśoka, símbol nacional de l'Índia.
- Els Glifs Maies.
- El monument a la Confederació a Stone Mountain, a Geòrgia (Estats Units).
- El temple de Borobudur, a Java, Indonèsia.
- Els anomenats Marbres d'Elgin extrets per aquest del Partenó, ara exposats al Museu Britànic de Londres.

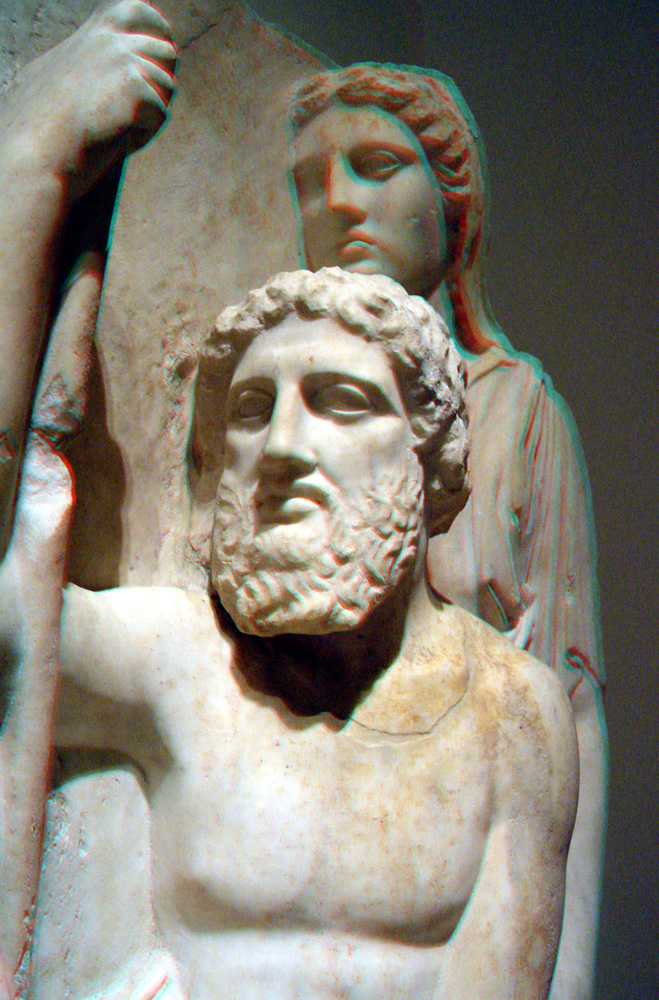
Parella grega en alt relleu.
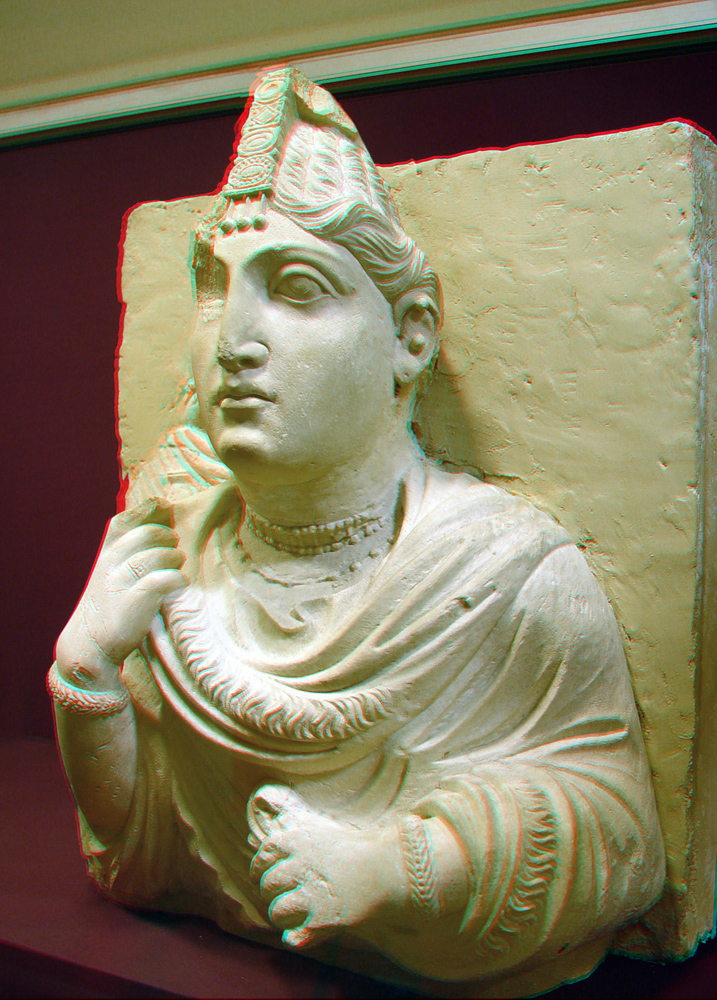
Figura de Palmira, British Museum.
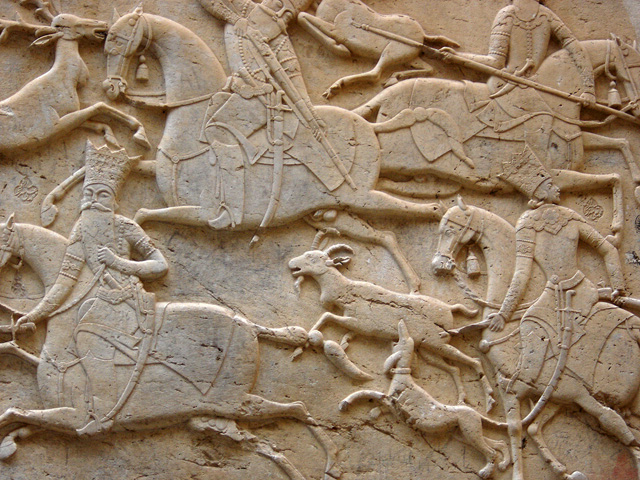
Relleu persa de l'era Qajar, estil de Persèpolis. Tangeh Savashi.
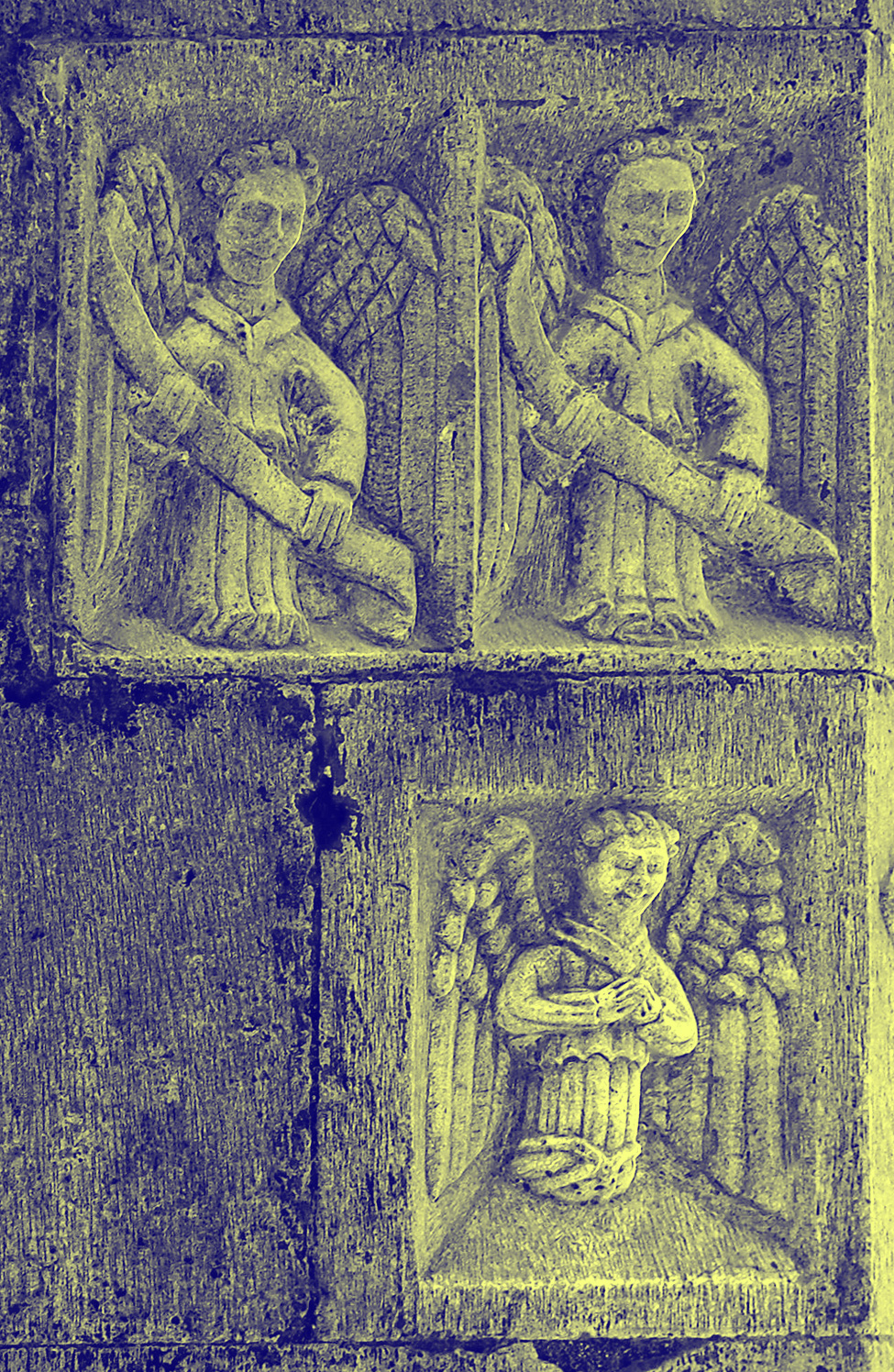
Àngels de la Catedral de Clonfert, co Galway, Irlanda.